# Erik McCree
Erik McCree (Orlando, Florida, 20 de diciembre de 1993) es un baloncestista estadounidense pertenece a la plantilla de los Guaiqueríes de Margarita de la Superliga Profesional de Baloncesto de Venezuela. Con 2,03 metros de estatura, juega en la posición de ala-pívot.

## Trayectoria deportiva

### Universidad
Comenzó su andadura universitaria en los Racers de la Universidad Estatal Murray, donde jugó una temporada en la que promedió 1,6 puntos y 1,9 rebotes por partido. Al término de la misma solicitó ser transferido, y tras el año en blanco que impone la NCAA, jugó tres temporadas más con los Louisiana Tech de la Universidad Tecnológica de Luisiana, donde promedió 12,3 puntos y 6,2 rebotes por partido, siendo incluido en 2016 en el segundo mejor quinteto de la Conference USA, y al año siguiente en el primero.

### Profesional
Tras no ser elegido en el Draft de la NBA de 2017, fue invitado por los Houston Rockets a disputar las Ligas de Verano de la NBA, jugando tres partidos en los que promedió 1,7 puntos y 1,3 rebotes. En el mes de septiembre firmó con los Miami Heat para disputar la pretemporada, pero fue despedido al mes siguiente sin comenzar la competición, siendo asignado a los Sioux Falls Skyforce de la NBA G League.
El 21 de diciembre firmó un contrato dual con los Utah Jazz y su filial en la G League, los Salt Lake City Stars. Debutó en la NBA el 5 de febrero, disputando dos minutos ante los New Orleans Pelicans.
El 1 de agosto de 2018 firmó contrato con el Victoria Libertas Pesaro de la Lega Basket Serie A italiana.
El 29 de julio de 2021 firma por el Peristeri B.C. de la A1 Ethniki.
El 14 de enero de 2022 firma por el Gaziantep BŞB de la BSL turca.
El 18 de junio de 2022 firma por el Shiga Lakestars de la B.League japonesa. Pero su contrato finalizó el 3 de septiembre debido a sus condiciones físicas, no aceptables por el club.
En diciembre de 2022 firma con los Magnolia Hotshots de la Philippine Basketball Association (PBA) para disputar la PBA Governors' Cup de 2023. Tras tres encuentros, en febrero de 2023, fue reemplazado por Antonio Hester.
El 14 de septiembre de 2023 se une a los Taipei Taishin Mars de la T1 League. Dejó el equipo en febrero de 2024.
El 21 de noviembre de 2024 firma por el Al Nassr de la Saudi Basketball League.
Ya en marzo de 2025 se une a los Leones de Ponce de la Baloncesto Superior Nacional. Y a mediados de abril a los Guaiqueríes de Margarita de la Superliga Profesional de Baloncesto de Venezuela.

## Estadísticas de su carrera en la NBA

### Temporada regular
| Año     | Equipo | PJ | PT | MPP | %TC  | %3P  | %TL  | RPP | APP | ROB | TPP | PPP |
| ------- | ------ | -- | -- | --- | ---- | ---- | ---- | --- | --- | --- | --- | --- |
| 2017-18 | Utah   | 4  | 0  | 2.0 | .000 | .000 | .000 | .3  | .0  | .3  | .0  | .0  |
| Total   | Total  | 4  | 0  | 2.0 | .000 | .000 | .000 | .3  | .0  | .3  | .0  | .0  |